# Utetheisa pulchella

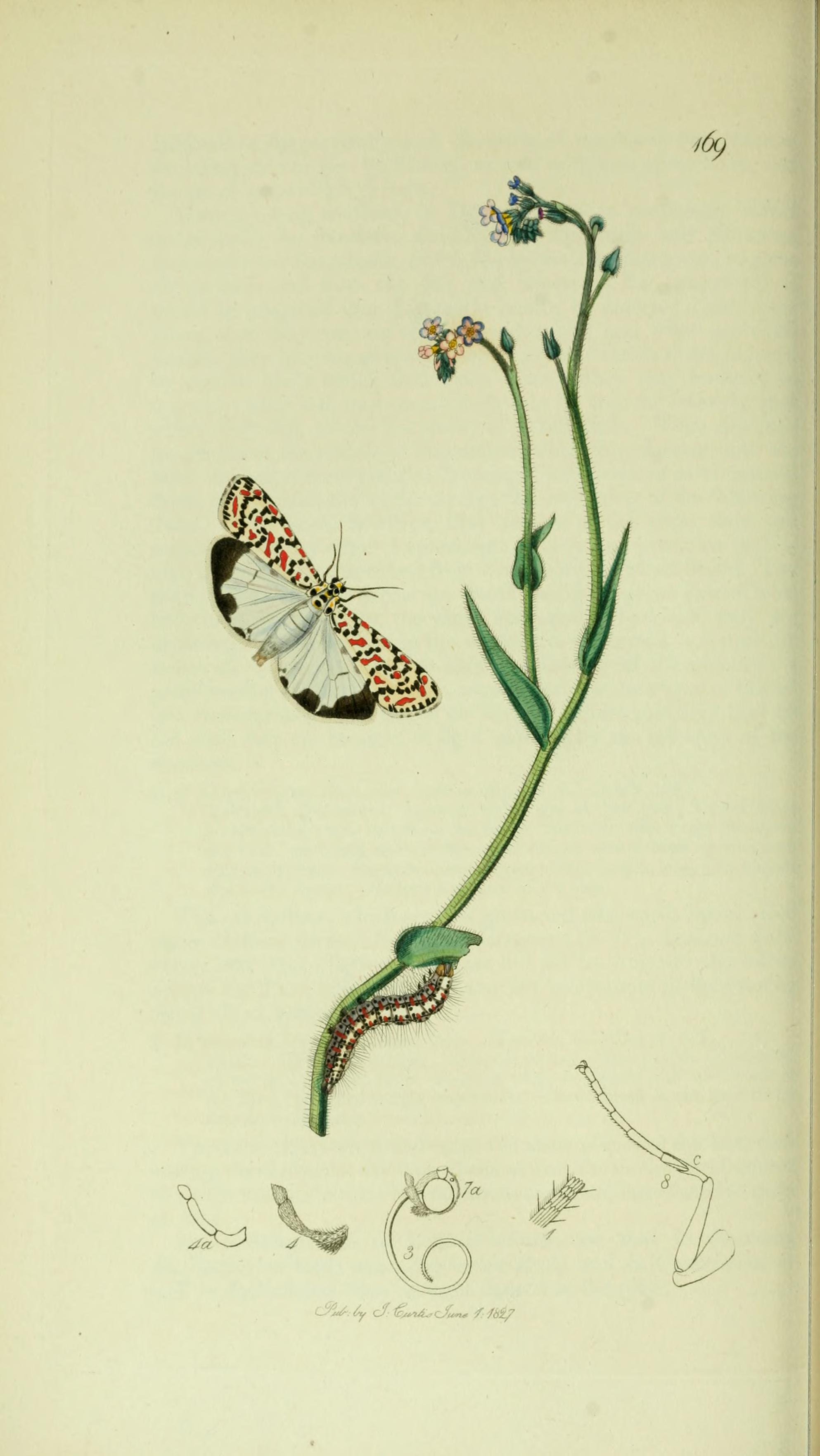
Entomología Británica vol.V, ilustración de John Curtis de 1824

El nomeolvides, punteado, lacayo carmesí o palomita arlequín (Utetheisa pulchella) es un lepidóptero de la familia Erebidae de amplia difusión, perteneciente al grupo de las mariposas nocturnas, aunque puede verse volar a plena luz del día.
La larva se alimenta de plantas como las florecillas no-me-olvides (Myosotis), de ahí su nombre común, también de hierbas altas como la viborera, así como otras hierbas como las borrajas (géneros Borago y Anchusa), partes blandas de las solanáceas y heliotropos.
Hay tres generaciones entre abril y octubre (buen tiempo en el hemisferio norte) o entre noviembre y mayo (buen tiempo en el hemisferio sur), siendo las pupas, hibernantes durante los suaves inviernos en climas templados y típicamente mediterráneos.

## Morfología
Sus alas tienen una envergadura de 29 a 42 mm y son de color blanco, en su parte anversa tienen un dibujo moteado en carmesí y punteado en negro. Al volar, aparecen unas alas posteriores de ligero tono celeste y en otras variedades, en tono grisáceo.
La cabeza tiene el mismo patrón de coloración que las alas, siendo las antenas largas, filiformes, el abdomen es liso y de fondo blanco.
Las orugas son verrugosas y negras con una línea central ancha en color blanco a la que acompañan paralelamente otras dos más finas lateralmente. Con pelos largos entre cada segmento, el pelo no llega a formar vellosidad.
Sus crisálidas son ovillos de seda simples, que suelen estar adheridos en el suelo, generalmente sobre hojas caídas y vegetación muerta, o trozos de corteza y madera vieja.
Por su alimentación, las orugas acumulan una gran cantidad de alcaloides (tóxicos), en consecuencia, la polilla es tóxica por contacto, siendo además de mal sabor para sus predadores, de ahí, la original coloración de sus alas que les sirven de señal de advertencia ante sus enemigos.
Los machos producen feromonas cuando llega la época del apareamiento.

## Distribución y hábitat
Esta mariposa tiene un amplio rango de migración, lo que hace que pueda extenderse por medio mundo, viviendo en las zonas templadas de Eurasia y Australasia.
Se encuentra en África, Europa meridional, Asia central y meridional, Australia y Canarias.
Es típica en prados, matorrales y herbazales, en zonas de caminos y campos no roturados o en barbecho, parcelas abandonadas e incluso parques urbanos.